# Vida y Color
|  | Aquest article tracta sobre la col·lecció de cromos. Si cerqueu la pel·lícula del 2005, vegeu «Vida y color». |

Vida y Color fou un àlbum de cromos creat per l'editorial barcelonina Álbumes Españoles, SA el 1965 i publicat a Vitòria (País Basc) per Heraclio Fournier. Adreçat a un públic infantil i dedicat a la divulgació de nocions de ciències naturals i etnografia, l'àlbum va tenir una gran difusió a tot l'estat espanyol en uns moments en què les col·leccions de cromos hi gaudien de gran seguiment entre nens i joves. L'obra s'ocupava de diverses branques de la biologia (botànica, zoologia i anatomia humana) a més d'acostar als nens la realitat sociocultural de diversos grups ètnics del món, una iniciativa que altres col·leccions aprofundiren pocs anys després -com ara Hombres, razas y costumbres el 1972- i que fins aleshores era poc usual.
S'ha dit que, juntament amb altres col·leccions també populars durant la dècada de 1970 (com ara El porqué de las cosas de Bimbo), Vida y Color va incentivar l'interès pel coneixement científic de tota una generació. El seu èxit editorial en va propiciar dues seqüeles: Vida y Color 2 (1968) i Vida y Color 3 (1970).